# 平曲
平曲（へいきょく）は、語りもの音楽の一ジャンルもしくは一演奏様式。盲目の琵琶法師が琵琶をかき鳴らしながら語った『平家物語』のメロディおよびその演奏様式で、物語琵琶のひとつ。

## 沿革と概要
『平家物語』の語り本は、当道座に属する盲目の琵琶法師によって琵琶を弾きながら語られた。これを「平曲」と呼ぶ。ここでいう「語る」とは、節を付けて歌うことであるが、内容が叙事詩的なので「歌う」と言わずに「語る」というのである。平曲に使われる琵琶を特に平家琵琶と呼び、構造は楽琵琶と同じで、小型のものが多く用いられる。なお、近世以降に成立した薩摩琵琶や筑前琵琶でも『平家物語』に取材した曲が多数作曲されているが、音楽的にはまったく別のもので、これらを平曲とは呼ばない。
平曲は、音楽史的には、盲僧琵琶の流れに属し、声明のなかの語り部分である「講式」の大きな影響を受けて鎌倉時代中期に成立し、楽琵琶を採用している。伝承では、12世紀の末頃、東国生まれの盲目の僧生仏が語ったのがはじまりであるといわれる。
平曲は、今日伝承されている語りもののなかでは最も古く、読み物である『平家物語』をテキストとしていることに名称の由来があり、『平家物語』の一章段「祇園精舎の鐘の声」が平曲の一曲となっている。平曲の起源については、諸説あるものの、一説には鎌倉時代における天台宗の民衆教化のための唱導芸術として成立したともいわれる。また、田辺尚雄による、雅楽の大家である行長、叡山の盲僧で盲僧琵琶の大家生仏、それに声明の大家で蓮界坊浄心の高弟慈鎮の3人の合作であるという説を、吉川英治はすなわち、雅楽と盲僧琵琶と声明との混合による音曲であるとした。また、口説、初重、三重、拾という大きな型で構成された平曲の旋律は、各々、アタリ、ユリ、ツキ、マワシなどの細かな節の肩でつくられており、これらは謡曲や古浄瑠璃へも影響を与えたところは大きいという。
また平曲は、娯楽目的ではなく、むしろ鎮魂の目的で語られたということが本願寺の日記などで考証されている。『平家物語』は、後世の音楽や芸能に取り入れられていることが多く、ことに能の修羅物というジャンルにはこれに取材した演目が多い。
平曲の流派としては当初は八坂流（伝承者は「城」の字を継承）と一方流（いちかたりゅう。伝承者は「一」の字を継承）の2流が存したが、八坂流は早くに衰え、現在ではわずかに「訪月（つきみ）」の一句が伝えられているのみである。一方流は江戸時代に江戸の前田流と京都の波多野流に分かれたが、波多野流は当初からふるわず、前田流のみ栄えた。この時代、平曲は江戸幕府の保護のもと、職屋敷に伝承された。安永5年（1776年）には名人と謳われた荻野検校（荻野知一検校）が前田流譜本を集大成して「平家正節（へいけまぶし）」を完成、以後同書が前田流の定本となった。
明治維新後は、明治政府の盲官制度の廃止にともなって当道座が公儀の庇護を離れて解体し、そのため伝承者も激減した。前田流を伝えた津軽藩士の家の出である館山漸之進は平曲の衰運を嘆き、明治末年に『平家音楽史』（1910年刊）を自費出版するなど、平曲保存や平曲家育成に尽力した。
昭和期には仙台に漸之進の四男館山甲午（1894年-1989年）がおり、名古屋に荻野検校の流れを汲む井野川幸次・三品正保・土居崎正富の3検校が伝承者として平曲を伝えるのみであった。
1990年（平成2年）時点でも前田流に属する演奏家が数名のこるにすぎない状態であった。2008年（平成20年）現在では、三品検校の弟子であった今井氏が生存するのみとなっている。なお、全段を語れるのは晴眼者であった故館山甲午のみといわれている。
平曲は、1955年（昭和30年）3月19日に国の記録作成等の措置を講ずべき無形文化財に選択されて保護の対象となっている。

## 平曲の構成と音楽的特性
平曲は、「曲節」と称される類型的な旋律の組み合わせによって構成されている。そのうち、旋律をともなわない語りの部分は「語り句」、旋律をともなう句は「引き句」と称される。
「語り句」には、素声（しらごえ）、ハズミの2種がある。
「引き句」は、
- 「口説（くどき）」の類
- 「拾（ひろい）」の類
- 「節（ふし）」の類

に分類される。
「口説」類は、1つのシラブルに1音をあてて作曲され、四度ないし五度程度の音程を上下する比較的単純な旋律をともなうものであり、「拾」類は、シラビックではあるものの「口説」類に比較すると、より複雑で数多くの音を用いるものであり、「拾」のほか「上音」「下音」などと称される旋律をふくむ。「節」類は、旋律の聴かせどころとなる部分であり、多くの場合メリスマとなって、「三重」・「中音」・「下り」などと称される旋律をふくんでいる。
これらの曲節は、具体的に例示すると、合戦場面で拾、一曲のクライマックスとなる韻文箇所では三重、和歌の部分では上音や下音など、詞章の内容や一曲における位置などに応じて互いに異なる曲節同士を組み合わせて全体を表現する。そして、こうした曲節と曲節のあいだを結びあわせる地の部分には口説が用いられる。

## 言語学からみた平曲
平曲はまた、言語学からみた場合、中世末から近世にかけての日本語のアクセントを知るための重要な音声資料となっている。